# 費爾頓 (新澤西州)
費爾頓（英語：Fairton）是位於美國新澤西州坎伯蘭縣的普查規定居民點。

## 人口
根據2020年美國人口普查的數據，費爾頓的面積為7.73平方千米，當中陸地面積為7.43平方千米，而水域面積為0.30平方千米。當地共有人口1060人，而人口密度為每平方千米137.13人。